# Мокасини Маніту
Мокасини Маніту — комедійний фільм 2001 року.

## Сюжет
Історія про кровних братів Абахачи і Рейнджера, про славні племена апачів і шошонів, про поганого білого хлопця Санта Марію, про блакитного червоношкірого Віннетуха, про великого вождя Хитрого Слизняка і його передчасно загиблого сина Боязкого Кролика, про незчисленні скарби, заповідані Абахачи його дідусем по імені Скажена Корова, про те, як старий учив улюбленого внука ділитися і Абахачи чесно розділив карту з місцем кладу на чотири частини, але був настільки п'яний, що ніяк не може пригадати, куди подів інші три.